# San Gabriel (La Union)
San Gabriel é um município de  quarta classe de renda municipal (d) na província La Union, nas Filipinas. De acordo com o censo de 1 de maio  de  2020 possui uma população de 18 943 pessoas e 4 381 domicílios.